# Polizia islandese
La Polizia islandese (Lögreglan á Íslandi in islandese) ebbe origine nel 1778, quando le industrie fecero la loro prima comparsa nel Paese.

## Storia
Il primo capo della polizia fu Rasmus Frydensberg, sindaco di Reykjavík, che assunse due ex soldati, Biørn Ole e Vilhelm Nolte, primi poliziotti della città.
Dopo il 1891 anche nelle altre regioni islandesi si assunsero poliziotti.
Nel 1939 il Primo Ministro Hermann Jónasson assunse come capo della Polizia Agnar Kofoed-Hansen.
Il 2 dicembre 2013, il corpo di polizia di Reykjavik uccise, per la prima volta nella storia islandese, un uomo armato di fucile che sparava da un appartamento ad Arbaer, ferendo due agenti.

## Organizzazione corrente
La Polizia islandese è sotto il comando supremo del Ministro della Giustizia e del commissario nazionale che amministra la polizia con l'autorizzazione del ministro.

## Insegne di grado
| Insegna |                                  |                                  |                        |                                       |                        |                            |                           |                |                  |
| Titolo  | Ríkislögreglustjóri              | Ríkislögreglustjóri              | Lögreglustjóri         | Aðstoðarríkislögreglustjóri           | Aðstoðarlögreglustjóri | Yfirlögregluþjónn          | Aðstoðaryfirlögregluþjónn | Aðalvarðstjóri | Lögreglufulltrúi |
| ITA     | Commissario nazionale di polizia | Commissario nazionale di polizia | Commissario di polizia | Vice commissario nazionale di polizia | Vice commissario       | Sovrintendente capo        | Sovrintendente            | Ispettore capo | Ispettore        |
|         |                                  |                                  |                        |                                       |                        |                            |                           |                |                  |
| Insegna |                                  |                                  |                        |                                       |                        |                            |                           |                |                  |
| Titolo  | Varðstjóri                       | Rannsóknarlögreglumaður          | Lögreglumaður          | Lögreglumaður                         | Lögreglunemi           | Afleysingamaður í lögreglu | Héraðslögreglumaður       |                |                  |
| ITA     | Ispettore                        | Investigatore                    | Agente                 | Agente                                | Cadetto                | Agente in prova            | Allievo agente            |                |                  |

Fonte:

## Armi in dotazione
Sebbene i poliziotti islandesi portino solo uno sfollagente ed il MK-4 OC-spray, mentre sono in servizio, essi sono addestrati anche nell'uso di armi da fuoco. Fa eccezione l'Aeroporto Internazionale di Keflavík, dove la Polizia ha in dotazione la Glock 17.